# Rockville (Connecticut)
Rockville város az USA Connecticut államában. Lakosainak száma 7920 fő (2020. április 1.).